# Mathias Valentin-Bernard
Mathias Valentin-Bernard est un homme politique français né le 27 avril 1747 à Bourg (Gironde) et décédé le 13 février 1832 au même lieu.
Bourgeois de Bourg, il est député du tiers état aux États généraux de 1789 pour la sénéchaussée de Bordeaux. Il siège dans la majorité et devient maire de Bourg en 1791 puis juge de paix du canton de 1792 à 1832. Il est également conseiller général de 1800 à 1803 et de 1808 à 1814.

## Sources
- « Mathias Valentin-Bernard », dans Adolphe Robert et Gaston Cougny, Dictionnaire des parlementaires français, Edgar Bourloton, 1889-1891 [détail de l’édition]